# Matt Hughes
Matthew Allen Hughes (Hillsboro, Illinois; 13 de octubre de 1973) es un artista marcial mixto estadounidense, con experiencia en lucha libre. Ampliamente considerado uno de los mejores peleadores en la historia de las MMA, es un ex dos veces campeón de peso welter de UFC, miembro del Salón de la Fama de UFC y miembro del Salón de la Fama de NJCAA. Durante su tiempo en el Ultimate Fighting Championship, Hughes obtuvo dos rachas separadas de seis victorias consecutivas, derrotó a toda la oposición disponible en la división de peso welter y defendió el cinturón en siete ocasiones, un récord en ese momento. En mayo de 2010, Hughes se convirtió en el octavo inducido al Salón de la Fama de la UFC.
Durante su reinado, Hughes fue considerado el mejor peleador de MMA libra por libra en el mundo. También fue considerado por muchos analistas y varios medios de comunicación como uno de los mejores peleadores de peso wélter de todos los tiempos, así como uno de los mejores peleadores libra por libra en la historia del deporte.
Miembro de Miletich Fighting Systems durante mucho tiempo, Hughes abandonó el campamento Miletich a fines de 2007 para comenzar Team Hughes. En 2008, Hughes publicó su autobiografía, Made in America, que llegó a la lista de bestsellers del New York Times. En 2011, Hughes se convirtió en el presentador del programa de televisión Trophy Hunters TV de Outdoor Channel. Hughes no tiene apodo, aunque debido a sus éxitos contra practicantes de Jiu-jitsu brasileño (BJJ) como Royce Gracie, Renzo Gracie, Ricardo Almeida y Matt Serra, a menudo se le conoce como "the Gracie Killer". Su dominio de las sumisiones y sus victorias por sumisión sobre varios portadores de cinturón negro son las razones por las que Joe Rogan cree que merecía obtener un cinturón negro en BJJ. Sin embargo, Hughes nunca le gustó la idea y se considera principalmente un luchador amateur y de sumisión.

## Infancia e inicios
Hughes nació el 13 de octubre de 1973 en Hillsboro, Illinois. Tiene dos hermanos, una hermana y su hermano gemelo Mark. Durante la escuela secundaria ambos jugaron al fútbol americano y practicaron lucha libre. Hughes asistió a la escuela de Southwestern Illinois en Belleville, Illinois, antes de trasladarse a la Universidad de Lincoln (Illinois) y luego a la Universidad de Eastern Illinois (Charleston, Illinois).
Hughes hizo su debut en artes marciales mixtas el 1 de enero de 1998 en Joe Goytia's JKD Challenge. Derrotó a su oponente en tan solo quince segundos al lanzarlo al suelo, ganando por KO, y ganó su siguiente pelea por sumisión debido a golpes. Hughes peleó tres veces en Extreme Challenge 21, el 17 de octubre de 1998, derrotando a Victor Hunsaker por TKO y al futuro campeón de peso medio de UFC Dave Menne por decisión unánime. En la tercera pelea de esa noche perdió ante el entonces invicto Dennis Hallman por sumisión técnica (mataleón) a los 0:17 del primer asalto, aunque el resultado se anunció como un KO. De esta manera, Hughes sufrió su primera derrota profesional.

## Carrera en lucha libre
Hughes fue campeón estatal de lucha libre de la categoría 145 libras de la Clase A de la Asociación de Escuelas Secundarias del Estado de Illinois dos veces. Ganó en 1991 y 1992 mientras asistía a la escuela secundaria Hillsboro. Durante su tercer y cuarto año, Matt quedó invicto y ganó dos campeonatos estatales consecutivos en la categoría de 145 libras. Durante los últimos tres años de la escuela secundaria, sumó 131 victorias contra solo 2 derrotas, ambas durante su segundo año.
Su carrera universitaria comenzó en Southwestern Illinois College. Hughes quedó quinto en el país en la categoría de 158 libras. Después de que Southwestern eliminó su programa de lucha libre, Hughes se transfirió al Lincoln College, donde quedó tercero en el país, logrando un récord de 33-3.
Después de graduarse, Hughes continuó luchando en Eastern Illinois University, donde fue dos veces All-American de la NCAA Division I, quedando octavo en 1996 y quinto en 1997 en la categoría de 158 libras. Terminó con un récord de 80-15 para Eastern Illinois.
En el año 2000, Hughes compitió en el prestigioso Campeonato Mundial de Lucha de Sumisión ADCC, donde tuvo un récord de 2-2, venciendo a Ricardo Almeida y Jeremy Horn, y perdiendo contra Jeff Monson y Tito Ortiz.

## Carrera en artes marciales mixtas

### Debut en UFC y trayectoria en otros eventos de Artes Marciales Mixtas
Hughes hizo su debut como luchador de artes marciales mixtas en UFC 22: There Can Be Only One Champion, el 24 de septiembre de 1999, derrotando al búlgaro Valeri Ignatov y salió victorioso por decisión unánime después de tres asaltos. Esta fue su novena victoria en su carrera hasta ese momento.
Después de su debut en UFC, Hughes participó en varios combates fuera de la organización. El 13 de noviembre de 1999 realizó 3 combates de forma consecutiva en el evento Extreme Challenge 29. En estos enfrentamientos, derrotó a Joe Doerksen y Tom Schmitz por TKO, y finalmente venció a LaVerne Clark por sumisión. Luego, el 15 de enero de 2000, en WEF 8: Goin' Platinum, Hughes obtuvo una victoria por TKO contra Jorge Pereira después de que el médico detuviera la pelea en el primer asalto. Hughes continuó su racha de victorias en SuperBrawl 17, donde sometió a Eric Davila con una llave de brazo en el segundo asalto. En WEF 9: World Class, Hughes venció a Alexandre Barros por decisión unánime en una pelea emocionante que duró los tres asaltos completos. La última victoria de Hughes antes de volver a la UFC fue en Extreme Challenge 32 en mayo de 2000, donde sometió a Shawn Peters con un triángulo de brazo en el primer asalto.
Regresó a la UFC el 9 de junio de 2000 en el evento UFC 26: Ultimate Field of Dreams, donde derrotó a Marcelo Aguiar por TKO. La pelea fue detenida a los 4:34 del primer asalto después de que Hughes lanzara algunos codos que cortaron a Aguiar y obligaron al médico a detener la pelea. Tan solo 20 días después tuvo otro combate, esta vez en el evento Extreme Challenge 35, donde venció a Joe Guist por sumisión en el primer asalto. Después de esta victoria, el Hughes continuó su racha de triunfos en el mundo de las artes marciales mixtas. Ganó sus siguientes tres combates, incluyendo una victoria por decisión unánime contra Chris Haseman en Rings: Millennium Combine 3 en agosto del 2000 en Osaka, Japón. También derrotó a Robbie Newman por arm-triangle choke en el primer asalto en Rings USA: Rising Stars Final en septiembre de 2000, y ganó nuevamente por sumision a Maynard Marcum en el evento Rings Australia: Free Fight Battle en noviembre de ese mismo año, logrando un récord de 22-1.
En UFC 29: Defense of the Belts, Hughes se enfrentó a Dennis Hallman en una revancha, ya que Hallman era el único hombre que había derrotado a Hughes en competición de MMA en ese momento. Sin embargo, Hughes perdió la pelea en solo veinte segundos por un armbar. A pesar de que comenzó el combate lanzando brutalmente a Hallman al suelo, Hughes cayó en una sumisión después de caer en un control lateral. En febrero de 2001, Hughes volvió a sufrir otra derrota, esta vez a manos de José Landi-Jons en el evento Shidokan Jitsu: Warriors War 1 en Kuwait, donde fue noqueado por un golpe de rodilla en el primer asalto.

### Campeonato de peso wélter
Hughes ganó su primer título mundial de peso welter de UFC en UFC 34: High Voltage el 2 de noviembre de 2001. En una pelea en la que tuvo que recuperarse, Hughes fue atrapado en un triángulo por el entonces campeón Carlos Newton, pero lo levantó en el aire y lo arrojó al suelo, haciendo que Newton golpeara su cabeza y perdiera la conciencia justo cuando Hughes estaba a punto de desmayarse por el estrangulamiento. Después de la pelea, Newton afirmó que Hughes cayó al suelo porque se había desmayado debido al triángulo, y esto fue confirmado cuando Hughes revisó la grabación de la pelea. El resultado se anunció oficialmente como un KO a los 1:27 del segundo asalto. El lanzamiento se considera uno de los más grandes en la historia de las MMA.
Posteriormente, Hughes defendió exitosamente su cinturón de campeonato en UFC 36: Worlds Collide, derrotando al ex campeón de peso medio de Shooto, Hayato Sakurai, por nocaut técnico debido a golpes a los 3:01 del cuarto asalto. En el primer asalto, Hughes mantuvo a Sakurai contra la jaula durante todo el tiempo. Aunque Sakurai logró lanzar un golpe de derecha que hizo que Hughes cayera al suelo en el segundo asalto, Hughes ganó el asalto al pasar tres minutos golpeando a Sakurai desde una posición superior. Al comienzo del tercer asalto, Hughes derribó rápidamente a Sakurai y volvió a mantener una posición superior durante tres minutos. Hughes terminó la pelea en el cuarto asalto, al derribar a Sakurai y lograr una posición de montada completa. Después de infringir golpes a su oponente durante aproximadamente un minuto, el combate llegó a su fin y Hughes retuvo el cinturón.
Hughes tuvo una revancha con Carlos Newton en el evento principal de UFC 38: Brawl at the Hall, que marcó el debut de la UFC en el Reino Unido. Una vez más, Hughes salió victorioso al conseguir un nocaut técnico al atrapar a Newton en una posición de crucifijo modificada, lo que le permitió golpear la cara de Newton sin respuesta hasta que el árbitro detuvo el combate a los 3:27 del cuarto asalto.
En su siguiente defensa del título, Hughes luchó contra Gil Castillo en UFC 40: Vendetta, derrotándole por TKO. Hughes dominó gran parte del combate, consiguiente atacar desde la guardia de Castillo con codos y puñetazos. Evitó fácilmente cualquier intento de sumisión y el combate terminó al final del primer asalto, cuando el doctor paró el combate debido a un corte de Castillo en el ojo.
En UFC 42: Sudden Impact, Hughes se enfrentó a Sean Sherk en una pelea por el campeonato de peso wélter. Hughes dominó la pelea con su habilidad para derribar a Sherk y controlar la lucha en el suelo. A lo largo de los cinco asaltos, Hughes logró varios derribos y mostró su fortaleza al mantener a Sherk en el suelo y evitar sus intentos de sumisión. Aunque Sherk logró derribar a Hughes en un par de ocasiones, el campeón demostró una defensa sólida y se recuperó rápidamente. Al final, Hughes ganó por decisión unánime, convirtiéndose en el primer hombre en derrotar a Sherk y defendiendo exitosamente su título de peso wélter de UFC.
En UFC 45: Revolution, Hughes se enfrentó al ex Campeón de Peso Wélter de WFA, Frank Trigg, en el evento principal. Este evento marcó el décimo aniversario de UFC. Después de un enfrentamiento táctico de lucha temprano, Trigg cayó víctima de una sumisión por estrangulamiento trasero de pie a los 3:45 del primer asalto. El estrangulamiento le valió a Hughes el premio Tapout of the Night Submission Award.

### Derrota ante B.J. Penn y recuperación del título
Hughes mantuvo el título hasta UFC 46: Supernatural, cuando sufrió una derrota por el especialista en jiu-jitsu brasileño B.J. Penn, mediante un estrangulación trasera a los 4:39 del primer asalto. El combate, que tuvo lugar el 31 de enero de 2004, dejó atónitos a los fanáticos, ya que Hughes era considerado el favorito indiscutible para retener su título. El impacto de esta derrota fue aún mayor debido a la posterior decisión de Penn de firmar con la organización japonesa K-1, lo que provocó su despido de UFC y dejó el título de peso wélter vacante.
Unos meses después, Hughes se enfrentó al compañero de entrenamiento de B.J. Penn, Renato Verissimo, en UFC 48: Payback, logrando la victoria por decisión unánime (30-27; 30-27; 29-28). Aunque Hughes se encontró en aprietos durante el primer asalto, quedando atrapado en una ajustada llave de triángulo, logró recuperarse y dominar en los asaltos siguientes, asegurándose así la victoria.
Después de enfrentar esta dura prueba, Hughes tuvo la oportunidad de reclamar el título vacante de peso wélter al enfrentarse al contendiente canadiense Georges St-Pierre en UFC 50: The War of '04. En un combate competitivo, Hughes logró someter a St-Pierre mediante una palanca de brazo en los últimos segundos del primer asalto. A pesar de enfrentar dificultades al comienzo del combate, Hughes demostró su habilidad para recuperarse y salir victorioso.
La revancha histórica entre Hughes y Trigg tuvo lugar en UFC 52: Couture vs. Liddell 2, donde Hughes logró retener exitosamente su título. Aunque se vio en apuros al recibir un golpe bajo en el primer asalto, Hughes supo aprovechar la distracción del árbitro y contraatacar con una ráfaga de golpes que tambalearon a Trigg. El combate se trasladó rápidamente al suelo, donde Trigg intentó someter a Hughes con una estrangulación trasera. Sin embargo, Hughes mostró una gran determinación y logró liberarse, levantó a Trigg y lo derribó con fuerza. Luego, Hughes continuó golpeando a Trigg en el suelo antes de asegurar la victoria con una llave de estrangulación trasera propia. Este épico enfrentamiento es considerado una de las mejores peleas en la historia de UFC, siendo el favorito del presidente de UFC, Dana White.
La siguiente pelea de Hughes tuvo lugar en UFC 56: Full Force, donde estaba programado para enfrentarse al judoca Karo Parisyan. Sin embargo, debido a una lesión en el tendón de la corva, Parisyan no pudo pelear, por lo que Joe Riggs tomó su lugar. Originalmente, el combate estaba programado como una pelea por el título, pero como Riggs no pudo alcanzar el límite de peso de 170 libras, se convirtió en un combate sin título. Esto marcó la primera vez en la historia de UFC que una pelea por el título tuvo que ser cancelada por esta razón. Hughes derrotó a Riggs en el primer asalto mediante una sumisión por kimura desde la media guardia a los 3:28. La llave de brazo le valió a Hughes su último premio "Tapout of the Night".
En UFC 60: Hughes vs. Gracie, el 27 de mayo de 2006, Hughes derrotó al legendario practicante de Jiu-Jitsu brasileño y miembro del Salón de la Fama del UFC, Royce Gracie, en una pelea sin título. La victoria llegó por TKO (golpes) a los 4:39 del primer asalto. El evento atrajo a 620,000 compras, convirtiéndose en el pago por visión (PPV) más vendido en la historia del UFC, y fue el primero en superar los $20 millones en ventas brutas de PPV.
En el evento UFC 63, Matt Hughes estaba programado para enfrentarse en una revancha a Georges St-Pierre. Sin embargo, una lesión severa en la ingle llevó a St-Pierre a retirarse del combate. En su lugar, se anunció a B.J. Penn como su reemplazo en la pelea por el título. En ese momento de sus carreras, Penn era el único artista marcial mixto que había vencido a Hughes desde marzo de 2001, siendo esta su única derrota en las últimas 19 peleas. Durante el combate, Penn dominó los dos primeros asaltos, pero sufrió una lesión en las costillas al intentar tomar la espalda de Hughes en el segundo asalto. En el tercer asalto, Penn mostró signos de fatiga y no pudo mantener el ritmo inicial. Hughes consiguió derribarlo y, desde una posición de control lateral, lanzó golpes sobre la cabeza de Penn hasta que el árbitro detuvo la pelea a los 3 minutos y 53 segundos del tercer asalto. Con esta victoria, Hughes se convirtió en el primer hombre en detener a Penn en una pelea. Ambos luchadores fueron premiados con el bono "Pelea de la Noche". En una entrevista en el sitio web personal de Penn, este afirmó que para el tercer asalto apenas podía respirar y no tenía "movilidad en su zona abdominal". A pesar de la lesión, Penn felicitó a Hughes, calificándolo como un gran luchador y reconociendo su merecida victoria. 

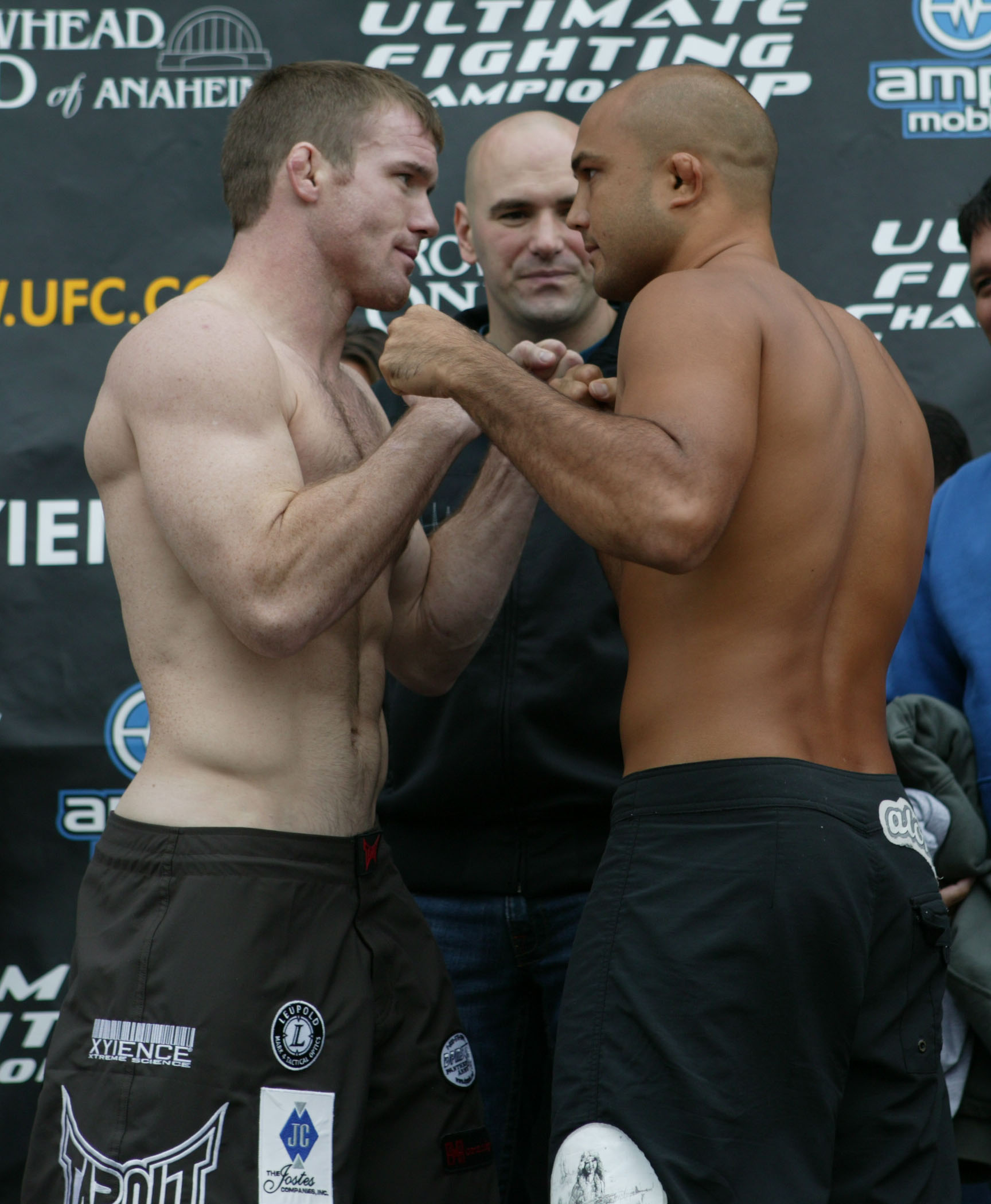
Hughes y Penn en el pesaje previo a su revancha en UFC 63: Hughes vs. Penn

## Vida personal
Hughes es un cristiano renacido y publica regularmente versículos bíblicos en su sitio web. Hughes y su esposa tienen dos hijas juntos. Ella también tiene un hijo de una relación anterior.
El 16 de junio de 2017, Hughes fue hospitalizado con una grave lesión en la cabeza después de que un tren chocara contra el lado del pasajero de su camión en un cruce ferroviario cerca de su casa en el condado de Montgomery, Illinois. El 18 de junio, la familia de Hughes emitió un comunicado en el que afirmaba que no tenía huesos rotos ni lesiones internas, pero que estaba inconsciente e insensible. Tras el suceso, trabajaron con la Fundación Triumph Over Tragedy para determinar los próximos pasos de atención. La Fundación, de la que Hughes fue miembro de la junta durante cinco años, brinda atención a familias con lesiones cerebrales y de la médula espinal. A pesar de sufrir una lesión tan grave, Hughes mostró una notable recuperación. El 23 de septiembre de 2017, regresó al hospital para honrar al personal del hospital que lo cuidó mientras estuvo allí. El 14 de enero de 2018, Hughes regresó al ring como invitado de honor durante UFC Fight Night en St. Louis. Sin embargo, el 19 de septiembre de 2019, se hizo público que Hughes demandó a Norfolk Southern Railway y varios de sus empleados por el accidente de tren de 2017. La demanda alegaba que la compañía de ferrocarril y sus empleados fueron negligentes al no hacer lo suficiente para proteger el cruce ferroviario y que el accidente resultó en daños físicos y emocionales significativos para Hughes.

## Campeonatos y logros
| - Ultimate Fighting Championship - Salón de la Fama de UFC - Campeón de peso wélter de UFC (Dos veces) - Siete defensas exitosas del título - Pelea de la Noche (Dos veces) - Sumisión de la Noche (Una vez) - Segundo mayor número de defensas del título en la división de Peso Wélter (7) - Segundo mayor número de peleas por título en la división de Peso Wélter (12) - Empatado (con Tito Ortiz) por el tercer mayor número de defensas consecutivas del título en la historia de UFC (5) - Empatado (con Randy Couture) por el tercer mayor número de victorias en peleas por el título (9) - Segundo mayor número de finalizaciones en peleas por el título (8) - Segundo mayor número de peleas en la historia de UFC (25) - Extreme Challenge - Torneo Extreme Challenge 21 (Subcampeón) - Torneo Extreme Challenge 29 (Campeón) - Black Belt Magazine - NHB Peleador del Año (2006) - Salón de la Fama - Bleacher Report - Peso Wélter de la década de los años 2000 - George Tragos/Lou Thesz International Wrestling Institute - Premio George Tragos(2013) - Sports Illustrated - 3.º Peleador de la década de los años 2000 - 4.º Gran pelea en UFC vs. Frank Trigg el 16 de abril de 2005 - 1.º Gran pelea en UFC vs. B.J. Penn el 23 de septiembre de 2006 | - About.com - 5.ª Pelea de la década de los años 2000 vs. B.J. Penn el 23 de septiembre de 2006 - 3.ª Pelea de la década de los años 2000 vs. Frank Trigg el 16 de abril de 2005 - Fight Matrix - 1999 3.er Mejor Peleador del Año - 2002 Mejor Peleador del Año - 2003 3.er Mejor Peleador del Año - 2004 3.er Mejor Peleador del Año - 2005 3.er Mejor Peleador del Año - MMAFighting - 2002 Peleador de peso Wélter del Año - 2003 Peleador de peso Wélter del Año - 2005 Sumisión del Año vs. Frank Trigg el 16 de abril de 2005 - Yahoo! Sports - 6.ª Pelea de la década de los años 2000 vs. Frank Trigg el 16 de abril de 2005 - National Collegiate Athletic Association - NCAA División I All-American (Dos veces ) - NCAA División I 158 lb - 8.º lugar por la Eastern Illinois University (1996) - NCAA División 1 158 lb - 5.º lugar por la Eastern Illinois University (1997) - National Junior College Athletic Association - NJCAA All-American (Dos veces) - Miembro del Salón de la Fama de la NJCAA - Eastern Illinois University - Miembro del Salón de la Fama de la EIU - Illinois High School Association - Campeón Estatal de Lucha IHSA Clase A 145 lb (1991) - Campeón Estatal de Lucha IHSA Clase A 145 lb (1992) |

## Registro en artes marciales mixtas
| Resultado | Récord | Oponente           | Método                               | Evento                                   | Fecha                    | Ronda | Tiempo | Localización                | Notas                                                            |
| --------- | ------ | ------------------ | ------------------------------------ | ---------------------------------------- | ------------------------ | ----- | ------ | --------------------------- | ---------------------------------------------------------------- |
| Derrota   | 45–9   | Josh Koscheck      | KO (golpes)                          | UFC 135                                  | 24 de septiembre de 2011 | 1     | 4:59   | Denver, Colorado            |                                                                  |
| Derrota   | 45–8   | B.J. Penn          | KO (golpes)                          | UFC 123                                  | 20 de noviembre de 2010  | 1     | 0:21   | Auburn Hills, Míchigan      |                                                                  |
| Victoria  | 45–7   | Ricardo Almeida    | Sumisión (headlock)                  | UFC 117                                  | 7 de agosto de 2010      | 1     | 3:15   | Oakland, California         | Sumisión de la Noche.                                            |
| Victoria  | 44–7   | Renzo Gracie       | TKO (patadas a las piernas y golpes) | UFC 112                                  | 10 de abril de 2010      | 3     | 4:40   | Abu Dhabi                   |                                                                  |
| Victoria  | 43–7   | Matt Serra         | Decisión (unánime)                   | UFC 98                                   | 23 de mayo de 2009       | 3     | 5:00   | Las Vegas, Nevada           | Pelea de la Noche.                                               |
| Derrota   | 42–7   | Thiago Alves       | TKO (rodillazo volador y golpes)     | UFC 85                                   | 7 de junio de 2008       | 2     | 1:02   | Londres                     |                                                                  |
| Derrota   | 42–6   | Georges St-Pierre  | Sumisión (armbar)                    | UFC 79                                   | 29 de diciembre de 2007  | 2     | 4:54   | Las Vegas, Nevada           | Por el campeonato interino de peso wélter de UFC.                |
| Victoria  | 42–5   | Chris Lytle        | Decisión (unánime)                   | UFC 68                                   | 3 de marzo de 2007       | 3     | 5:00   | Columbus, Ohio              |                                                                  |
| Derrota   | 41–5   | Georges St-Pierre  | TKO (patada a la cabeza y golpes)    | UFC 65                                   | 18 de noviembre de 2006  | 2     | 1:25   | Sacramento, California      | Perdió el campeonato de peso wélter de UFC.                      |
| Victoria  | 41–4   | B.J. Penn          | TKO (golpes)                         | UFC 63                                   | 23 de septiembre de 2006 | 3     | 3:53   | Anaheim, California         | Defendió el campeonato de peso wélter de UFC; Pelea de la Noche. |
| Victoria  | 40–4   | Royce Gracie       | TKO (golpes)                         | UFC 60                                   | 27 de mayo de 2006       | 1     | 4:39   | Los Ángeles, California     |                                                                  |
| Victoria  | 39–4   | Joe Riggs          | Sumisión (kimura)                    | UFC 56                                   | 19 de noviembre de 2005  | 1     | 3:26   | Las Vegas, Nevada           | Pelea sin título en juego.                                       |
| Victoria  | 38–4   | Frank Trigg        | Sumisión (rear-naked choke)          | UFC 52                                   | 16 de abril de 2005      | 1     | 4:05   | Las Vegas, Nevada           | Defendió el campeonato de peso wélter de UFC.                    |
| Victoria  | 37–4   | Georges St-Pierre  | Sumisión (armbar)                    | UFC 50                                   | 22 de octubre de 2004    | 1     | 4:59   | Atlantic City, Nueva Jersey | Ganó el campeonato de peso wélter de UFC.                        |
| Victoria  | 36–4   | Renato Verissimo   | Decisión (unánime)                   | UFC 48                                   | 19 de junio de 2004      | 3     | 5:00   | Las Vegas, Nevada           |                                                                  |
| Derrota   | 35–4   | B.J. Penn          | Sumisión (rear-naked choke)          | UFC 46                                   | 31 de enero de 2004      | 1     | 4:39   | Las Vegas, Nevada           | Perdió el campeonato de peso wélter de UFC.                      |
| Victoria  | 35–3   | Frank Trigg        | Sumisión (rear-naked choke de pie)   | UFC 45                                   | 21 de noviembre de 2003  | 1     | 3:54   | Uncasville, Connecticut     | Defendió el campeonato de peso wélter de UFC.                    |
| Victoria  | 34–3   | Sean Sherk         | Decisión (unánime)                   | UFC 42                                   | 25 de abril de 2003      | 5     | 5:00   | Miami, Florida              | Defendió el campeonato de peso wélter de UFC.                    |
| Victoria  | 33–3   | Gil Castillo       | TKO (parada médica)                  | UFC 40                                   | 22 de noviembre de 2002  | 1     | 5:00   | Las Vegas, Nevada           | Defendió el campeonato de peso wélter de UFC.                    |
| Victoria  | 32–3   | Carlos Newton      | TKO (golpes)                         | UFC 38                                   | 13 de julio de 2002      | 4     | 3:27   | Londres                     | Defendió el campeonato de peso wélter de UFC.                    |
| Victoria  | 31–3   | Hayato Sakurai     | TKO (golpes)                         | UFC 36                                   | 22 de marzo de 2002      | 4     | 3:01   | Las Vegas, Nevada           | Defendió el campeonato de peso wélter de UFC.                    |
| Victoria  | 30–3   | Carlos Newton      | KO (slam)                            | UFC 34                                   | 2 de noviembre de 2001   | 2     | 1:27   | Las Vegas, Nevada           | Ganó el campeonato de peso wélter de UFC.                        |
| Victoria  | 29–3   | Steve Gomm         | TKO (golpes)                         | Extreme Challenge 43                     | 8 de septiembre de 2001  | 2     | 3:18   | Orem, Utah                  |                                                                  |
| Victoria  | 28–3   | Hiromitsu Kanehara | Decisión (mayoritaria)               | Fighting Network Rings: 10th Anniversary | 11 de agosto de 2001     | 3     | 5:00   | Tokio                       |                                                                  |
| Victoria  | 27–3   | Chatt Lavender     | Sumisión (arm-triangle choke)        | Extreme Challenge 41                     | 13 de julio de 2001      | 3     | 2:31   | Davenport, Iowa             |                                                                  |
| Victoria  | 26–3   | Scott Johnson      | KO (golpe)                           | Extreme Challenge 40                     | 16 de junio de 2001      | 1     | 3:24   | Springfield, Illinois       |                                                                  |
| Victoria  | 25–3   | John Cronk         | Sumisión (golpes)                    | Gladiators 14                            | 11 de mayo de 2001       | 1     |        | Omaha, Nebraska             |                                                                  |
| Victoria  | 24–3   | Bruce Nelson       | Sumisión (guillotine choke)          | Freestyle Combat Challenge 4             | 31 de marzo de 2001      | 1     | 3:01   | Racine, Wisconsin           |                                                                  |
| Victoria  | 23–3   | Brett Al-azzawi    | Sumisión (armbar)                    | Rings USA: Battle of Champions           | 17 de marzo de 2001      | 1     | 3:27   | Council Bluffs, Iowa        |                                                                  |
| Derrota   | 22–3   | José Landi-Jons    | TKO (rodillazo)                      | Shidokan Jitsu: Warriors War 1           | 8 de febrero de 2001     | 1     | 4:45   | Kuwait City                 |                                                                  |
| Derrota   | 22–2   | Dennis Hallman     | Sumisión (armbar)                    | UFC 29                                   | 16 de diciembre de 2000  | 1     | 0:20   | Tokio                       |                                                                  |
| Victoria  | 22–1   | Maynard Marcum     | Sumisión (keylock)                   | Rings Australia: Free Fight Battle       | 12 de noviembre de 2000  | 1     | 6:29   | Brisbane                    |                                                                  |
| Victoria  | 21–1   | Robbie Newman      | Sumisión (arm-triangle choke)        | Rings USA: Rising Stars Final            | 30 de septiembre de 2000 | 1     | 1:40   | Moline, Illinois            |                                                                  |
| Victoria  | 20–1   | Chris Haseman      | Decisión (unánime)                   | Rings: Millennium Combine 3              | 23 de agosto de 2000     | 2     | 5:00   | Osaka                       |                                                                  |
| Victoria  | 19–1   | Joe Guist          | Sumisión (armbar)                    | Extreme Challenge 35                     | 29 de junio de 2000      | 1     | 2:45   | Davenport, Iowa             |                                                                  |
| Victoria  | 18–1   | Marcelo Aguiar     | TKO (golpes)                         | UFC 26                                   | 9 de junio de 2000       | 1     | 4:34   | Cedar Rapids, Iowa          |                                                                  |
| Victoria  | 17–1   | Shawn Peters       | Sumisión (arm-triangle choke)        | Extreme Challenge 32                     | 21 de mayo de 2000       | 1     | 2:52   | Springfield, Illinois       |                                                                  |
| Victoria  | 16–1   | Alexandre Barros   | Decisión (unánime)                   | WEF 9: World Class                       | 13 de mayo de 2000       | 3     | 5:00   | Evansville, Indiana         |                                                                  |
| Victoria  | 15–1   | Eric Davila        | Sumisión (keylock)                   | SuperBrawl 17                            | 15 de abril de 2000      | 2     | 3:24   | Honolulu, Hawái             |                                                                  |
| Victoria  | 14–1   | Jorge Pereira      | TKO (corte)                          | WEF 8: Goin' Platinum                    | 15 de enero de 2000      | 1     | 6:00   | Rome, Georgia               |                                                                  |
| Victoria  | 13–1   | Daniel Vianna      | KO (slam)                            | JKD Challenge 3                          | 20 de noviembre de 1999  | 1     | 2:16   | Chicago, Illinois           |                                                                  |
| Victoria  | 12–1   | LaVerne Clark      | Sumisión (rear-naked choke)          | Extreme Challenge 29                     | 13 de noviembre de 1999  | 2     | 1:35   | Hayward, Wisconsin          |                                                                  |
| Victoria  | 11–1   | Tom Schmitz        | Sumisión (lesión)                    | Extreme Challenge 29                     | 13 de noviembre de 1999  | 1     | 0:48   | Hayward, Wisconsin          |                                                                  |
| Victoria  | 10–1   | Joe Doerksen       | Sumisión (golpes)                    | Extreme Challenge 29                     | 13 de noviembre de 1999  | 2     | 0:25   | Hayward, Wisconsin          |                                                                  |
| Victoria  | 9–1    | Valeri Ignatov     | Decisión (unánime)                   | UFC 22                                   | 24 de septiembre de 1999 | 3     | 5:00   | Lake Charles                |                                                                  |
| Victoria  | 8–1    | Akihiro Gono       | Decisión (unánime)                   | Shooto: 10th Anniversary Event           | 29 de mayo de 1999       | 3     | 5:00   | Yokohama                    |                                                                  |
| Victoria  | 7–1    | Erick Snyder       | TKO (slam)                           | Jeet Kune Do Challenge 4                 | 24 de abril de 1999      | 1     |        | Chicago, Illinois           |                                                                  |
| Victoria  | 6–1    | Joe Stern          | Sumisión (golpes)                    | Extreme Challenge 23                     | 2 de abril de 1999       | 1     | 2:30   | Indianápolis, Indiana       |                                                                  |
| Victoria  | 5–1    | Ryan Stout         | TKO (parada del equipo)              | Extreme Shootfighting                    | 11 de diciembre de 1998  | 2     | 5:00   | Waukesha, Wisconsin         |                                                                  |
| Derrota   | 4–1    | Dennis Hallman     | Sumisión (guillotine choke)          | Extreme Challenge 21                     | 17 de octubre de 1998    | 1     | 0:17   | Hayward, Wisconsin          |                                                                  |
| Victoria  | 4–0    | Dave Menne         | Decisión (unánime)                   | Extreme Challenge 21                     | 17 de octubre de 1998    | 1     | 15:00  | Hayward, Wisconsin          |                                                                  |
| Victoria  | 3–0    | Victor Hunsaker    | TKO (golpes)                         | Extreme Challenge 21                     | 17 de octubre de 1998    | 1     | 1:39   | Hayward, Wisconsin          |                                                                  |
| Victoria  | 2–0    | Craig Quick        | Sumisión (golpes)                    | Jeet Kune Do Challenge 1                 | 25 de abril de 1998      | 1     |        | Chicago, Illinois           |                                                                  |
| Victoria  | 1–0    | Erick Snyder       | KO (slam)                            | JKD: Challenge 2                         | 1 de enero de 1998       | 1     | 0:15   | Chicago, Illinois           |                                                                  |

## Filmografía y videojuegos
| Año             | Título                              | Papel    |
| --------------- | ----------------------------------- | -------- |
| 2005            | The Big Idea with Donny Deutsch     | él mismo |
| 2005            | The Ultimate Fighter 2              | él mismo |
| 2006            | The Ultimate Fighter 4              | él mismo |
| 2006            | Quite Frankly with Stephen A. Smith | él mismo |
| 2007            | The Modern Warrior                  | él mismo |
| 2007            | The Ultimate Fighter 5              | él mismo |
| 2007            | The Ultimate Fighter 6              | él mismo |
| 2009            | FightZone Presents                  | él mismo |
| 2011            | The Ultimate Fighter 13             | él mismo |
| 2011 — presente | Trophy Hunters TV                   | él mismo |

| Año  | Título                         | Papel    |
| ---- | ------------------------------ | -------- |
| 2000 | Ultimate Fighting Championship | él mismo |
| 2002 | UFC: Tapout                    | él mismo |
| 2002 | UFC: Throwdown                 | él mismo |
| 2003 | UFC: Tapout 2                  | él mismo |
| 2004 | UFC: Sudden Impact             | él mismo |
| 2009 | UFC 2009 Undisputed            | él mismo |
| 2010 | UFC Undisputed 2010            | él mismo |
| 2012 | UFC Undisputed 3               | él mismo |